# Malhada
Malhada é um município brasileiro do estado da Bahia. O município esta localizado na região sudoeste da Bahia. Sua população estimada em 2024 era de 15.834 habitantes. Malhada é a 1º cidade Baiana a receber as águas do rio São Francisco.

## Galeria de imagens

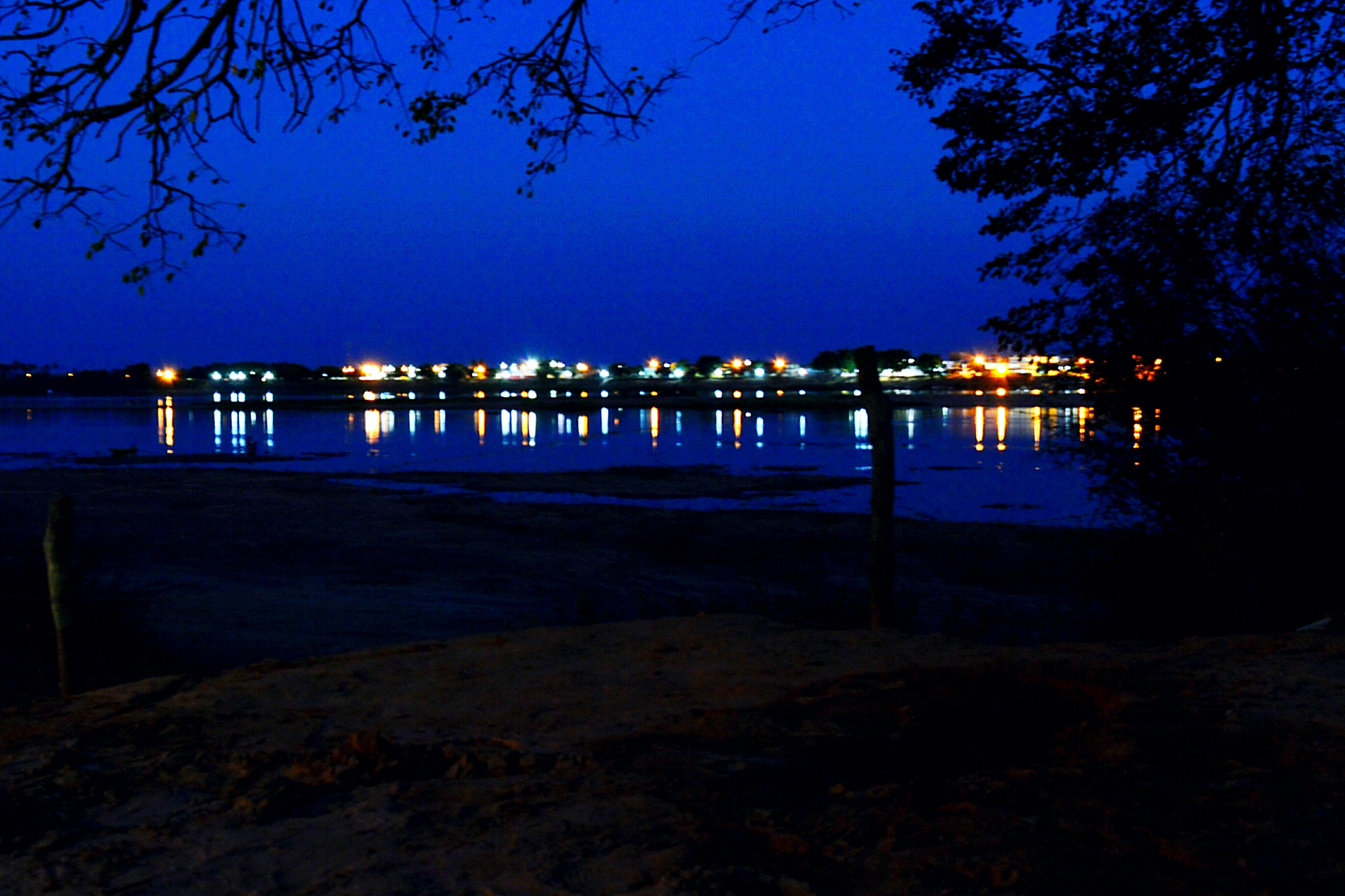
Malhada vista a noite do balneário Pontal
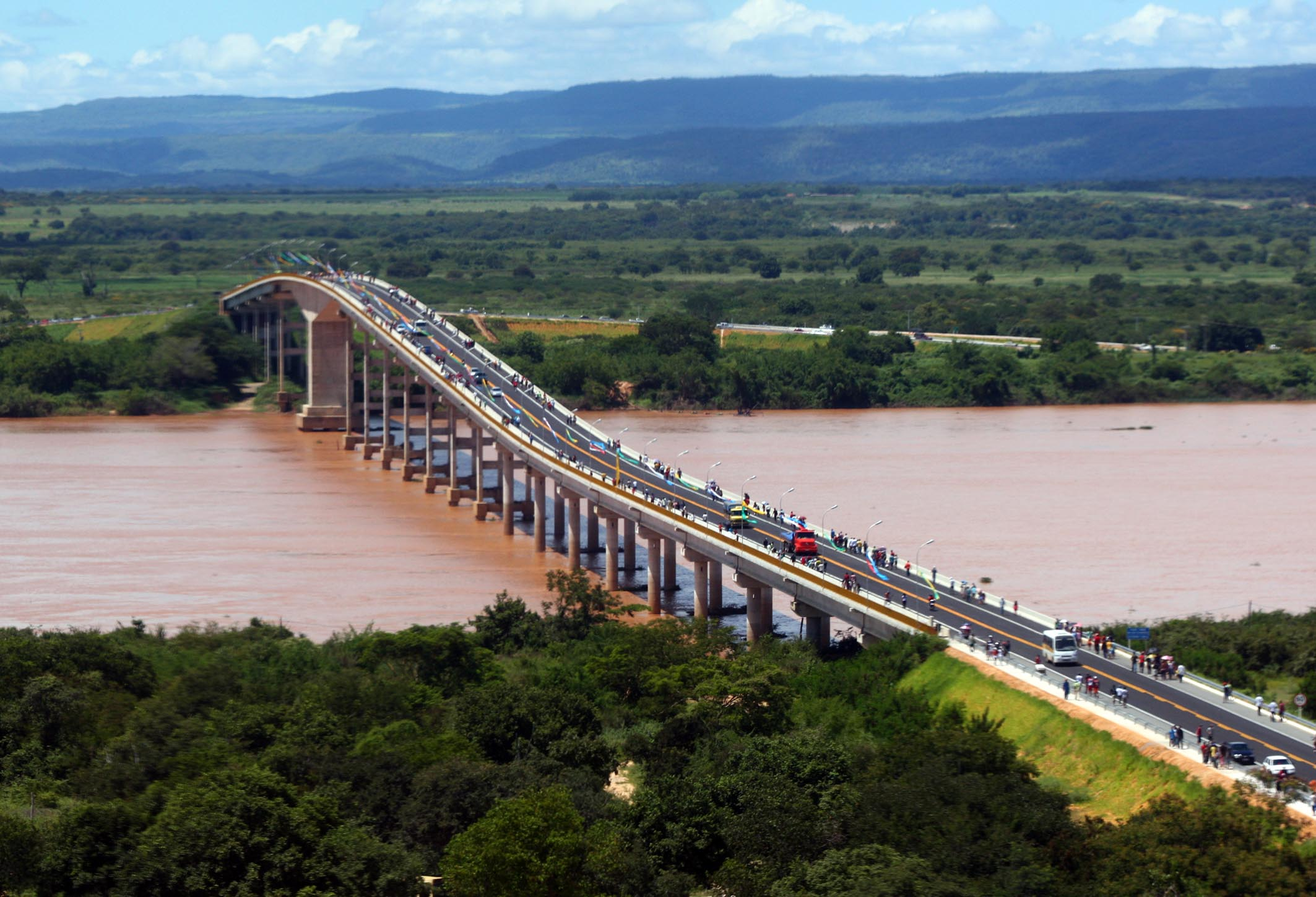
Ponte entre os municípios de Carinhanha e Malhada, inaugurado em 2010
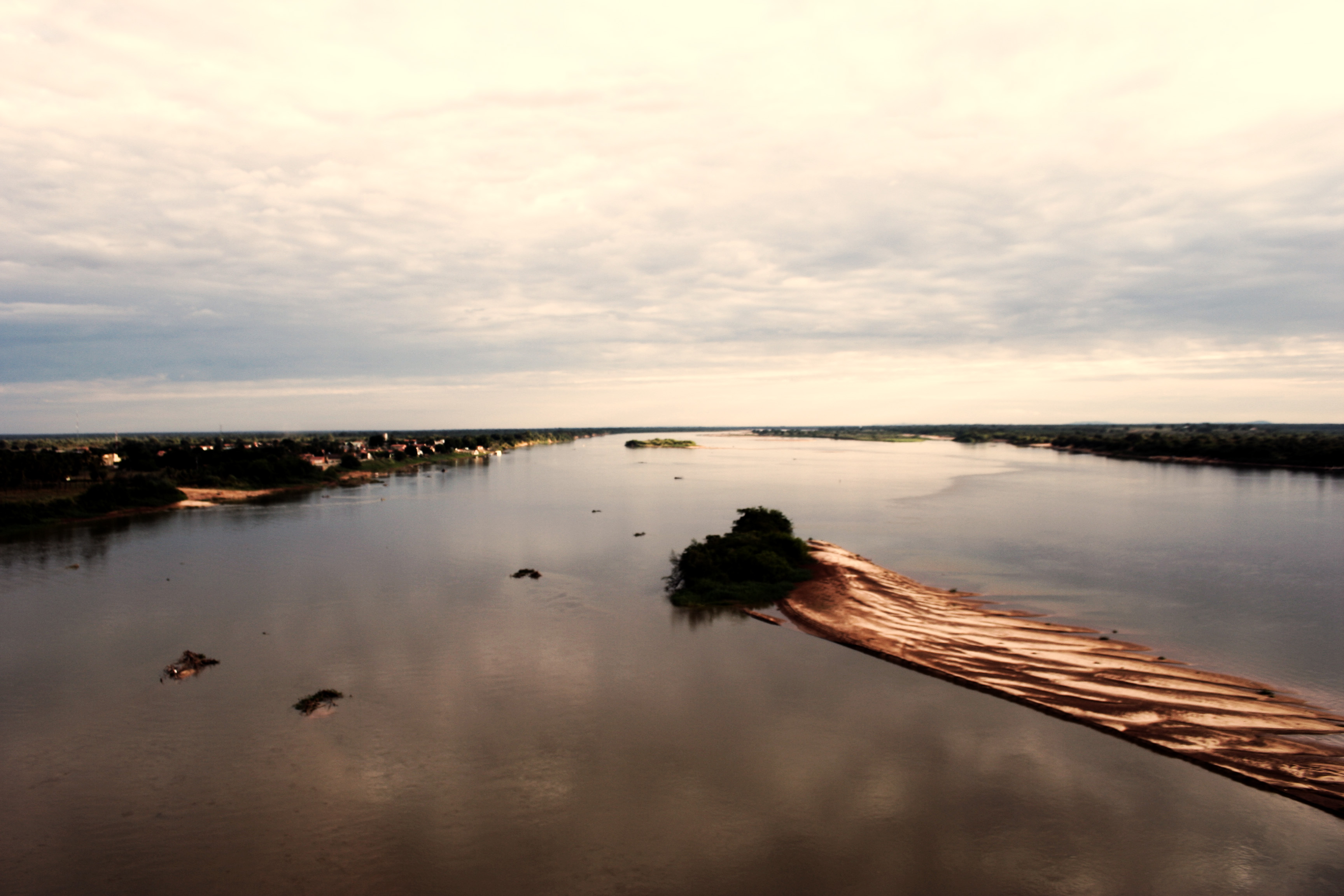
Malhada é a primeira cidade a receber águas do rio São Francisco